# Arago de Sète Volley-Ball 2011-2012
Questa voce raccoglie le informazioni riguardanti l'Arago de Sète Volley-Ball nelle competizioni ufficiali della stagione 2011-2012.

## Organigramma societario
Area direttiva
- Presidente: Pierre Dumolin

Area tecnica
- Allenatore: Patrick Duflos
- Allenatore in seconda: Fabien Dugrip

## Rosa
| N° | Nome               | Ruolo | Data di nascita  | Nazionalità sportiva |
| -- | ------------------ | ----- | ---------------- | -------------------- |
| 1  | Yann Faure         | S     | 9 febbraio 1991  | Francia              |
| 1  | Ferdinand Tille    | L     | 8 dicembre 1988  | Germania             |
| 2  | Éric Tinchant      | C     | 18 marzo 1991    | Francia              |
| 3  | Frédéric Barais    | S     | 10 dicembre 1989 | Francia              |
| 4  | Baptiste Geiler    | S     | 12 marzo 1987    | Francia              |
| 5  | Junot Mistoco      | S/O   | 16 agosto 1979   | Francia              |
| 6  | Benjamin Toniutti  | P     | 30 ottobre 1989  | Francia              |
| 7  | Florian Gosselin   | P     | 26 giugno 1987   | Francia              |
| 8  | Baptiste Barbaud   | P     | 28 novembre 1993 | Francia              |
| 9  | Marien Moreau      | S/O   | 25 ottobre 1983  | Francia              |
| 10 | Ludovic Castard    | S     | 18 gennaio 1983  | Francia              |
| 12 | Ryan Anselma       | C     | 12 gennaio 1989  | Paesi Bassi          |
| 13 | Mathieu Bord       | L     | 15 maggio 1990   | Francia              |
| 14 | Stanislas Rabiller | S     | 22 febbraio 1992 | Francia              |
| 15 | Andrii Levchenko   | C     | 1º gennaio 1985  | Ucraina              |
| 16 | José Trèfle        | C     | 16 gennaio 1990  | Francia              |
| 17 | Quentin Ayuso      | P     | 11 marzo 1994    | Francia              |
| 18 | Édouard Rowlandson | L     | 20 luglio 1988   | Francia              |